# Udea turmalis
Udea turmalis is een vlinder uit de familie van de grasmotten (Crambidae), uit de onderfamilie van de Spilomelinae. De wetenschappelijke naam van deze soort is voor het eerst voorgesteld als Botis turmalis door Augustus Radcliffe Grote in een publicatie uit 1881.

## Verspreiding
De soort komt voor in het westen van Canada en het westen van de Verenigde Staten.

## Ondersoorten
- Udea turmalis turmalis (Grote, 1881)
- Udea turmalis catronalis Munroe, 1966
- Udea turmalis griseor Munroe, 1966
- Udea turmalis tularensis Munroe, 1966